# Coendú
El coendú (Coendou prehensilis) és una espècie de rosegador histricomorf de la família dels porcs espins del Nou Món. Habiten els boscos des de Mèxic fins a l'Uruguai. Conté deu espècies de porc espins del Nou Món, distribuïdes en cinc gèneres. Tenen una llargada corporal d'aproximadament 65 cm.